# 2010年能源法令
《2010年能源法令》（英語：Energy Act 2010）是英國一套關於規管能源使用及市場，以及修訂相近先前條文的國會法令。該法令連同其他一系列法案在英國大選前，於2010年4月8日獲英女皇伊利沙伯二世御准。

## 歷史
該法令的法案由國會議員文立彬（Ed Miliband，後當上能源和氣候變化大臣）首先提出，能源法案於2009年11月19日進行首讀，同年12月7日進行二讀及辯論，其間工黨及自民黨支持法案獲得通過，保守黨則表示反對。在法案通過前，文立彬被問及關於輸電網路、碳收集及儲存和政府支持歐洲超級電網的問題。

## 外部連結
- 《2010年能源法令》條文（页面存档备份，存于）